# Maitland (New South Wales)
Maitland er en by i New South Wales i Australien. Byen blev grundlagt i 1820 og havde i 2011 en befolkning på 67.132.